# Systropus fumipennis
Systropus fumipennis är en tvåvingeart som beskrevs av John Obadiah Westwood 1842. Systropus fumipennis ingår i släktet Systropus och familjen svävflugor. Inga underarter finns listade i Catalogue of Life.